# Cantonul Laplume
Cantonul Laplume este un canton din arondismentul Agen, departamentul Lot-et-Garonne, regiunea Aquitania, Franța.

## Comune
| Comune                      | Populație (1999) | Cod poștal | Cod INSEE |
| --------------------------- | ---------------- | ---------- | --------- |
| Aubiac                      | 1.014            | 47310      | 47016     |
| Brax                        | 1.827            | 47310      | 47040     |
| Estillac                    | 1.904            | 47310      | 47091     |
| Laplume                     | 1.402            | 47310      | 47137     |
| Marmont-Pachas              | 130              | 47220      | 47158     |
| Moirax                      | 1.147            | 47310      | 47169     |
| Roquefort                   | 1.767            | 47310      | 47225     |
| Sainte-Colombe-en-Bruilhois | 1.656            | 47310      | 47238     |
| Sérignac-sur-Garonne        | 1.122            | 47310      | 47300     |